# Himalayacetus subathuensis
A Himalayacetus subathuensis az emlősök (Mammalia) osztályának párosujjú patások (Artiodactyla) rendjébe, ezen belül a Whippomorpha alrendjébe és a fosszilis Ambulocetidae családjába tartozó faj.
Nemének eddig az egyetlen felfedezett faja.

## Tudnivalók
A Himalayacetus subathuensis az ősi Tethys-óceán partján élt, a kora eocén korszakban, körülbelül 50 millió évvel ezelőtt. Ekkor az Indiai-lemez még nem ütközött össze Ázsiával, és nem alakult ki a Himalája.
A Himalayacetus subathuensis-nak valószínűleg megvolt mind a négy végtagja, emiatt korábban úgy vélték, hogy a szárazföldre is kijött. A mai krokodilok módszerével vadászhatott. A part mentén figyelte, ha arra közeledik egy zsákmányállat, aztán rávetette magát, behúzva prédáját a vízbe, ahol az állat megfulladt.

## Lelőhelyek
A Himalayacetus subathuensis maradványait a Himalájában találták meg; innen származik a neve.